# 쥬라기 공원 (영화)
《쥬라기 공원》(영어: Jurassic Park)은 1993년 개봉한 미국의 SF 모험 영화이다. 마이클 크라이튼이 지은 SF 소설 《쥬라기 공원》을 원작으로, 스티븐 스필버그 감독이 연출하고 원작자 크라이튼과 데이비드 켑 각본가가 각색하였다. 쥬라기 공원 영화 시리즈의 첫 번째 작품이다.

## 줄거리
코스타리카 서해안의 한 섬에 세워진 테마 파크 ‘쥬라기 공원’. 최신 복제 기술로 살아난 공룡들이 활보하는 이곳에 공룡학자를 비롯한 각계의 전문가가 일반 공개에 앞서 정밀 안전 진단을 위한 투어에 나선다. 그러나 최첨단 컴퓨터 시스템으로 철저히 통제되고 있는 공룡들이 예기치 않은 사고로 폭주하게 되고, 여기에 설상가상으로 태풍까지 몰려오면서 일행들의 투어는 순식간에 생존을 위한 사투의 현장으로 뒤바뀐다. 공룡들이 날뛰면서 공원은 혼돈과 공포로 잠식되고, 문제는 심각해진다. 하지만 전문가 일행이 시스템을 복원하면서 공원은 다시 통제되고, 전문가 일행은 무사히 '쥬라기 공원' 을 탈출하게 된다.

## 원작 소설과 차이
- 소설 중의 공원 답사 차량은 도요타 랜드 크루저이다. 그러나 영화에서는 포드 사의 요구로 포드 익스플로러가 되었다.
- 영화 중의 공룡이 탈출할 수 있었던 것은 단지 네드리가 안전통제장치를 꺼 버렸기 때문이다. 그러나 소설에서는 시작되자마자 공룡들이 탈출에 성공하고, 네드리의 행동은 단지 일련의 착오였다.
- 동물의 번식능력이 소설에서는 여러 차례 언급되는데, 영화에서는 단지 한 번밖에 언급되지 않았다.
- 말콤의 독설이 영화에서는 줄어들었다.
- 영화 중의 티라노사우루스가 쫓아오는 인물들이 새틀러, 멀둔 그리고 말콤으로 각색되었으나, 소설에는 멀둔과 제나로로 되어 있다.
- 많은 각색으로 소설에서 사망한 인물들이 영화에서는 살아남았거나 그 반대다. 예를 들어 제나로는 소설에서 살아남지만, 영화에서는 죽는다. 그 밖에, 해먼드는 소설에서 프로콤프소그나투스에게 죽음을 당하지만, 영화에서는 살아남았다.
- 그랜트가 영화에서는 결코 아이를 좋아하지 않지만, 소설에서는 시작부터 정반대이다.
- 영화에서 제나로는 일개 겁쟁이지만 소설 중에서는 먼저 가서 안전통제장치의 전원을 켜려고 하며, 멀둔과 함께 티라노사우루스를 사냥해 죽인다.
- 영화 중의 존 해먼드는 한 명의 인자한 노인으로 그려지지만, 소설에서는 그렇지 않다.
- 렉스 머피는 소설에서 팀의 여동생이지만, 영화에서는 그 반대이고, 게다가 소설에서 컴퓨터에 정통한 사람은 팀이지 렉스가 아니다.
- 멀둔은 소설 중에서 광기 어린 사냥꾼으로 그려지지만, 영화에서는 비교적 많이 안정된 모습으로 그려졌다.
- 결말이 다르다: 소설에서 그랜트는 벨로키랍토르를 유인해서 독살시키지만, 영화에서는 티라노사우루스와 벨로키랍토르가 대결을 벌인다.
- 소설에서 공원 연구원은 결코 퇴근 후에도 쥐라기 공원을 떠나지 않지만, 영화에서 이런 줄거리를 만든 것은 사망하는 사람의 수를 줄이기 위해서였다.
- 티라노사우루스는 소설에서 혀를 이용해서 팀을 끌어당기려고 했다.
- 소설에서 답사 차량이 떠나서 관찰한 병이 난 공룡은 스테고사우루스이지만, 영화 중에서 병이 난 것은 트리케라톱스이다. 스테고사우루스는 바로 이 영화의 속편에 출연한다.
- 소설 중의 많은 장면이 영화의 제2편, 제3편에 사용되었다. 예를 들면 영화가 시작되면서 소녀가 프로콤프소그나투스에게 습격당하는 장면이다.
- 소설의 제1부에서, 그랜트는 아이들을 데리고 공원의 수로를 따라 탈출하다가 티라노사우루스에게 추격당하고, 익룡 등을 만나는 장면이 있다. 이 장면들은 수정되어 제3편 중에 사용되었다. 그 중에서 각색된 것은 티라노사우루스가 스피노사우루스로 바뀌었다는 것뿐이다.
- 멀둔과 제나로는 소설에서 네드리의 시체를 발견하지만, 네드리는 영화 중에서 딜로포사우루스에게 죽음을 당한 후 다시는 나오지 않는다. 그 밖에 소설 중의 딜로포사우루스는 영화의 딜로포사우루스에 비해 훨씬 크다.
- 영화의 결말에서는 공룡의 최후에 대해서는 설명이 없지만, 소설의 최후는 코스타리카 군대가 섬을 폭격한다.(실제로 코스타리카는 세계에서 제일가는 상설군대가 없는 국가이다.)
- 그랜트와 새틀러는 영화에서 애정이 있는 관계로 그려지지만, 소설에서는 새틀러가 이미 다른 사람과 정혼한 것으로 언급된다.
- 영화 중의 해먼드가 쥐라기 공원을 창립한 목표는 모든 사람이 공룡을 볼 수 있게 하려고 한 것이었으나, 소설에서 그는 한 번에 큰돈을 벌 것과 '신분 상승'만을 생각한다.
- 소설에서 묘사되는 쥐라기 공원의 설비는 정밀하고 비싸며, 계통이 복잡하다는 등의 줄거리는 영화 중에서 대폭 줄어들었다.
- 소설에서 아놀드는 쥐라기 공원의 전력 및 안전시스템을 회복시키지만, 영화에서는 아놀드가 해먼드에게 네드리가 없으면 그는 쥐라기 공원을 재가동시킬 수 없다고 말한다.
- 소설의 공원 관광객 관리인 에드 리지스는 영화에 등장하지 않을 뿐만 아니라, 그의 수많은 우스꽝스러운 행동도 나타나지 않는다.
- 영화의 공원에서 해먼드와 제나로는 모두 공원의 안전을 매우 신뢰하지만, 소설에서 제나로는 시작할 때부터 공원의 안전성에 대하여 회의적이다.
- 소설의 우는 코스타리카 쥐라기 공원을 제외하고는 인젠 사는 장차 유럽과 일본에 쥐라기 공원을 개장할 것이라고 언급한다.

## 출연
- 샘 닐 - 앨런 그랜트
- 로라 던 - 엘리 새틀러
- 제프 골드블룸 - 이언 맬컴
- 리처드 애튼버러 - 존 해먼드
- 아리애나 리처즈 - 렉스 머피
- 조셉 마젤로 - 팀 머피
- 밥 펙 - 로버트 멀둔
- 웨인 나이트 - 데니스 네드리
- 마틴 페레로 - 도널드 게너로
- 새뮤얼 L. 잭슨 - 레이 아놀드
- 캐머런 토르 - 루이스 도지슨
- 미겔 샌도벌 - 후아니토 로스타뇨
- B. D. 웡 - 헨리 우

## 한국어 더빙 성우진

### KBS (1997년 9월 17일)
- 장광 - 앨런 그랜트(샘 닐)
- 윤소라 - 엘리 새틀러(로라 던)
- 박기량 - 이안 말콤(제프 골드블룸)
- 한상덕 - 레이 아놀드(새뮤얼 L. 잭슨)
- 강미형 - 팀 머피(조셉 마젤로)
- 노민 - 존 해먼드(리처드 애튼버러)
- 정기항 - 도널드 제라로(마틴 페레로)
- 이선 - 렉스 머피(아리애나 리처즈)
- 유해무 - 네드리(웨인 나이트)
- 조동희
- 김준
- 장승길

### SBS (2003년 5월 5일)
- 양지운 - 앨런 그랜트(샘 닐)
- 이향숙 - 엘리 새틀러(로라 던)
- 박기량 - 이안 말콤(제프 골드블룸)
- 송연희 - 티미 머피(조셉 마젤로)
- 노민 - 존 해먼드(리처드 애튼버러)
- 조동희 - 레이 아놀드(새뮤얼 L. 잭슨)
- 이종오 - 로버트 멀둔(밥 펙)
- 장승길 - 도널드 제나로(마틴 페레로)
- 임성표 - 발굴가(게리 로드리게즈)
- 문관일 - 데니스 네드리(웨인 나이트)
- 문선희 - 렉스 머피(아리애나 리처즈)
- 장호비 - 도슨(캐머런 토르)
- 조영호 - 헨리 우(BD 웡)

## 같이 보기
- 생존 영화